# Kopsia
Kopsia es un género de fanerógamas de la familia Apocynaceae. Comprende 50 especies descritas y de estas, solo 24 aceptadas.

## Descripción
Son hierbas bracteadas, con espigadas inflorescencias, glandular-pubescentes. Las brácteas como hojas, pero por lo general algo menores. Bractéolas, si está presente, 2, casi tan largas como el cáliz, libre, rara vez adnadas al tubo del cáliz. Cáliz acampanado, 4 (-5) con dientes, o divididos en dos segmentos laterales. Corola campanulada, infundibuliforme a casi tubulosa, labio bilabiado, superior ± 2 lóbulos, con frecuencia erecto; labio inferior 3-lobado, con lóbulo medio con frecuencia algo mayor que los laterales.  Los frutos son cápsulas ovoides, oblongas a esferoides, con muchas semillas muy pequeñas, de color marrón.

## Taxonomía
El género  fue descrito por Carl Ludwig Blume y publicado en Catalogus van eenige der Merkwaardigste Zoo 12. 1823.

## Especies seleccionadas
- Kopsia alba Ridl. ex M.R.Hend.

- Lista completa de especies